# Matthias Lauber
Matthias Lauber (* 24. Januar 1977 in Visp; † 6. Juni 2010 in Nendaz) war ein Schweizer Eishockeytorhüter.

## Karriere

### Vereine
Lauber stammte aus dem Nachwuchs des EHC Visp. In seiner Karriere spielte er ausser in der 1. Liga, aus der er 1999 mit dem HC Sierre aufstieg, in der Nationalliga B und in der Nationalliga A, wo er 2003 den Schweizer Meistertitel mit dem HC Lugano gewann. 2006 beendete er seine Spielerkarriere.
Lauber beging am 6. Juni 2010 im Alter von 33 Jahren Suizid.

### Nationalmannschaft
Er kam in der Schweizer U18-Junioren-Nationalmannschaft zu einem Einsatz bei der U18-Europameisterschaft 1995.